# Naš človek
Naš človek je slovenski dramski film iz leta 1985 v režiji Jožeta Pogačnika po scenariju Janeza Povšeta. Direktor Milan postane nezaželen in osovražen v lastnem podjetju, zato ga odstavijo, po pomoč se zateče k prijatelju politiku.

## Igralci
- Jožica Avbelj
- Miha Baloh
- Ivo Ban kot Boris
- Danilo Benedičič
- Marjan Benedičič
- Demeter Bitenc
- Miranda Caharija kot Sonja
- Marko Derganc
- Lenča Ferenčak
- Tomislav Gotovac
- Brane Gruber
- Tone Homar
- Vesna Jevnikar kot Barbara
- Boris Juh kot Milan
- Janez Klasinc
- Boris Kralj
- Andrej Kurent
- Gojmir Lešnjak
- Bine Matoh
- Desa Muck
- Kristijan Muck
- Andrej Nahtigal
- Majda Potokar kot Brigita
- Ana Rajh
- Janez Rohaček
- Dušan Škedl
- Božo Šprajc
- Ljubomir Stamenkovič
- Branko Šturbej
- Majolka Šuklje
- Jagoda Tovirac
- Matjaž Turk
- Aleš Valič kot Ljubo
- Dare Valič
- Polona Vetrih
- Branko Završan kot Ivo